# Kim Sønderholm
Kim Sønderholm (més conegut com a Kim S. Andersen o Kim Andersen) és un actor danès, productor de cinema i locutor de ràdio.
Als 12 anys, Kim estava familiaritzat amb el negoci dels mitjans. Va començar com un co-presentador en la ràdio local del seu poble, Århus a Dinamarca. Just després d'uns quants programes, li van donar el seu propi programa de DJ cada setmana. Unes quantes vegades Kim va sortir en la ràdio nacional danesa. Durant aquest temps, ell també va protagonitzar curts de publicitat tant en ràdio com en televisió. Quan la ràdio local tub que tancar, ell es va dedicar a escriure per a un parell de revistes, tant en edicions escrites com en edicions per Internet, en molts casos relacionades amb el cinema. Des d'aquest moment va estar protagonitzant petits curts fins que li van acceptar en el Theaterschool el 1998, on, durant la seva estada, ell i un company d'estudis van escriure manuscrits per a menys de tres pel·lícules.
Després de graduar-se en el 2001, es va anar a Copenhaguen, on li van oferir un paper secundari en “Klatret” (2002), ("Catch That Girl"), i des d'aquest moment les coses han tirat endavant.
El 2004 va produir i va protagonitzar en la pel·lícula “Brutal Incasso” (2005) que escrigué durant la seva estada en l'escola de teatre. El 2006 va dirigir el seu primer curtmetratge "Mental Distortion" (la qual en part estava basada en The horror Vault (2008)). A més de l'adreça d'ambdues pel·lícules, ell també va protagonitzar el personatge principal i ambdues pel·lícules van ser acabades a la fi de 2007.